# Schinderhanneshöhle (Pferdsfeld)
Die Schinderhanneshöhle liegt im Hunsrück, rund einen Kilometer westlich des ehemaligen Flugplatzes Pferdsfeld und rund zwei Kilometer nordöstlich von Seesbach im Hoxbachtal (auch Gaulsbachtal genannt).
Die Höhle erhielt ihren Namen, da sie einst das Versteck des Räubers Schinderhannes gewesen sein soll. Die Schinderhanneshöhle ist mit 13 Meter Länge relativ klein.